# Municipio de Shelbyville
El municipio de Shelbyville (en inglés: Shelbyville Township) es un municipio ubicado en el condado de Shelby en el estado estadounidense de Illinois. En el año 2010 tenía una población de 4739 habitantes y una densidad poblacional de 51,1 personas por km².

## Geografía
El municipio de Shelbyville se encuentra ubicado en las coordenadas 39°23′52″N 88°44′32″O / 39.39778, -88.74222. Según la Oficina del Censo de los Estados Unidos, el municipio tiene una superficie total de 92.73 km², de la cual 88.17 km² corresponden a tierra firme y (4.92%) 4.57 km² es agua.

## Demografía
Según el censo de 2010, había 4739 personas residiendo en el municipio de Shelbyville. La densidad de población era de 51,1 hab./km². De los 4739 habitantes, el municipio de Shelbyville estaba compuesto por el 98.8% blancos, el 0.13% eran afroamericanos, el 0.15% eran amerindios, el 0.25% eran asiáticos, el 0.06% eran isleños del Pacífico, el 0.13% eran de otras razas y el 0.49% pertenecían a dos o más razas. Del total de la población el 1.16% eran hispanos o latinos de cualquier raza.